# ギニアビサウ海軍艦艇一覧
ギニアビサウ海軍艦艇一覧は、ギニアビサウ共和国海軍が過去保有した、または現在保有する、または将来保有する予定の、未完成・計画中止を含めた歴代艦艇一覧である。
凡例

## 現有勢力（2024年現在）
- 国防予算：不詳[1]
- 海軍人員：310名[1]
- 艦船隻数：2隻（排水量20t以上）[1]

哨戒艇×2

## 艦艇一覧（近代海軍）

### 哨戒艦艇

#### 哨戒・警備艦艇
哨戒艇
- 『Alfeite』型 - 2隻[2]
- N’Djamba Mane[2]
- 『Rodman 55』型 - 2隻[2]